# Riu Maule

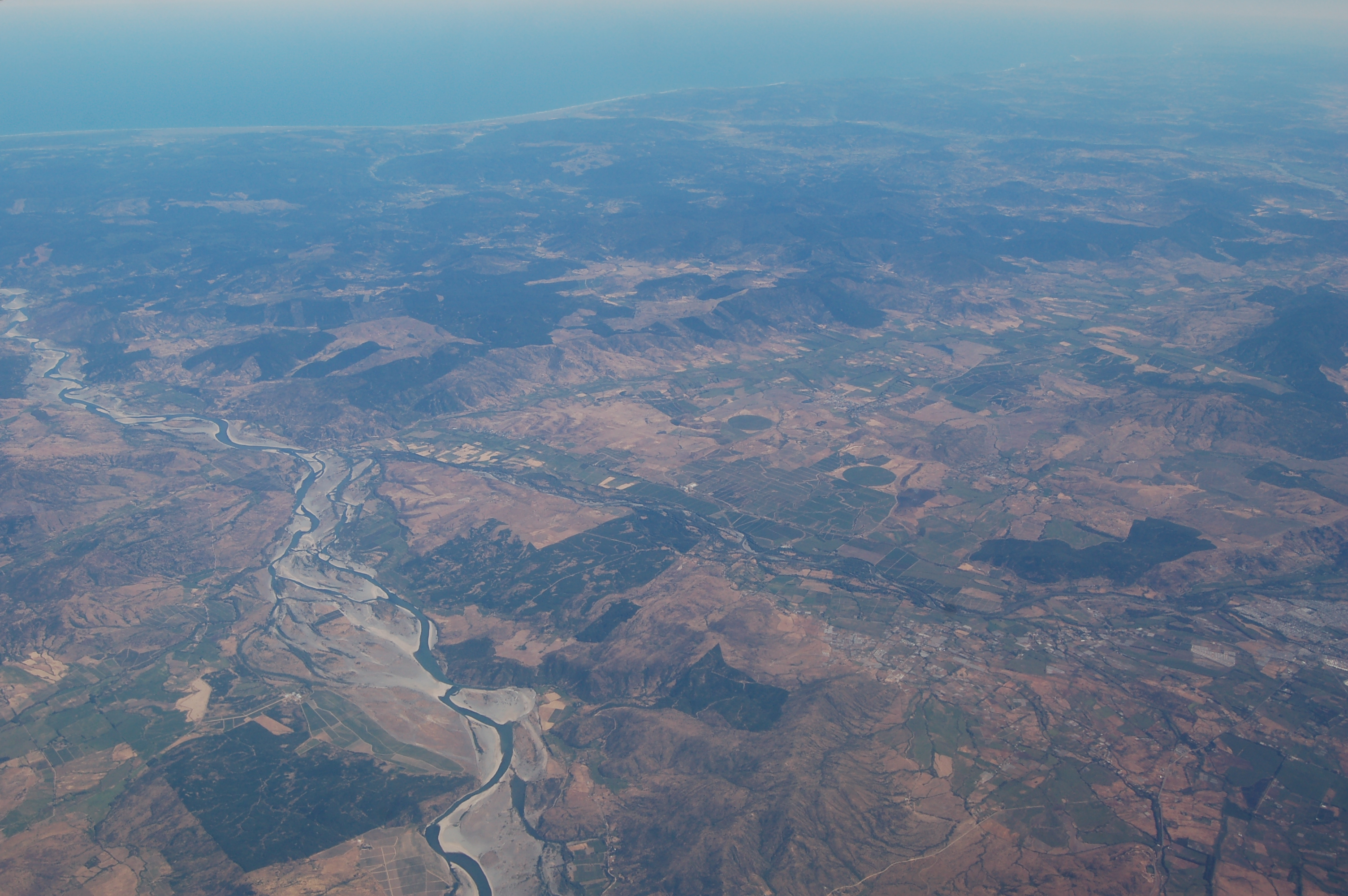
Vista aèria del riu Maule

El riu Maule o Río Maule (Mapudungun: plujós) és un dels rius més importants de Xile. Ha influenciat al país des del temps prehispànic (Inca), la conquesta del país, període colonial, guerres d'indepèndencia, història moderna, agricultura (vi, collites tradicionals), cultura (literatura, poesia, folklore), religió, economia i política. El riu Maule va marcar els límits pel sud de l'Imperi Inca. Molts homes famosos i dones dins la història de Xile ha nascut en la regió anomenada després del riu. El riu també ha deixat el seu nom a una de les regions vitícoles del país (també s'anomenen denominacions d'origen), la Vall de Maule, una subregió de la Vall Central.

## Curs Superior
El riu és de 240 km de llarg i la seva conca abasta al voltant de 20.600 km². El trenta per cent de la conca es troba a la serralada dels Andes. Neix a la Llacuna del Maule, Província de Talca, a una altitud de 2.200 metres a les proximitats de la frontera amb Argentina. A partir d'aquest moment, el riu flueix cap a l'oest i es van unir aviat en el seu marge esquerre per un dels seus principals afluents, el riu Melado, que neix a la llacuna Dial, a la província de Linares. Més endavant, i encara en el seu curs superior, el Maule s'uneix,aquest cop al seu marge dret, pels rius Colorado, Claro, Puelche i Cipreses.

## Curs Mitjà
Abans d'arribar a la vall central, el Maule és utilitzada per fer electricitat al llac de la presa de Colbún que alimenta l'estació hidroelèctrica del mateix nom.
Més enllà damunt, el Maule és unit pel Claro (un altre riu es va anomenar Claro) i el Loncomilla. Els fluxs últims del sud i rep diversos afluents: el Putagán, el sistema Achibueno - Ancoa, el Perquilauquén, el Purapel i el Cauquenes.

## Curs Baix
En el seu curs baix, el riu rep només un afluent important, l'Estero de los Puercos i, després de recórrer gairebé 250 quilòmetres, el Maule finalitza a l'oceà Pacífic, al nord de la ciutat de Constitución.

## Ecologia
El recorregut del riu Maule conté una fauna i flora significativa de Xile. Històricament el palmell de vi xilè, Jubaea chilensis, era present al riu Maule; tanmateix, a causa d'expansió de la població humana en aquesta regió, aquest l'arbre en perill té una varietat més restringida que encara inclou alguna a la porció del nord de la regió del Maule.

## Al·lusions literàries
El Maule ha estat considerat, el riu literari de Xile per excel·lència. El nombre de poetes, escriptors, historiadors, oradors, dramaturgs, periodistes, així com compositors i músics de folk que han nascut a la regió del Maule. Moltes històries llatinoamericanes han tingut el riu com el fons principal o protagonista. Diverses antologies, els diccionaris i els assajos de l'autor han donat comptes vívids de la riquesa cultural de la regió al voltant del riu Maule.